# Бекович-Черкасский, Фёдор Николаевич
Князь Фёдор Николаевич Бекович-Черкасский (также варианты имени — Тембот Жанхотович, Темирбулат Джанхуватович, 14 мая 1870, Терская область, Российская империя — 16 ноября 1953, Париж, Французская республика) — последний представитель мужской линии княжеского рода Бековичей-Черкасских, прямой потомок Инала I Светлого (правивший в XV веке родоначальник всех княжеских родов Черкесии, прапрадед второй жены царя Ивана IV Грозного), военный деятель Российской империи, генерал-майор Российской императорской армии, генерал-лейтенант Русской армии Врангеля, герой Русско-японской войны и Первой мировой войны, предпоследний в истории командир Кирасирского Его Величества Лейб-гвардии полка (1917), военный губернатор Кабарды в период Гражданской войны в России (1919). Обладатель двух Орденов Святого Георгия и Золотого оружия «За храбрость».

## Биография
Родился 14 мая 1870 года в православной семье, в населённом преимущественно кумыками селе Верхние Бековичи (имении Бековичей, ныне село Кизляр), расположенном в Малой Кабарде, на правом берегу Терека, близ города Моздок.
Дед, полковник Российской императорской армии князь Ефим Александрович Бекович-Черкасский (1794—1869), унаследовал одно из самых крупных земельных владений на Северном Кавказе — около 100 тысяч десятин земли (около 1100 кв. километров). В 1866 году большая часть земель была продана Ефимом Александровичем в казну и использована для расселения казачества.
Отец — князь Николай Ефимович Бековича-Черкасский (род. 1841).
Окончил Елисаветградское кавалерийское училище (1894) и Офицерскую кавалерийскую школу (1903).
Служил в 45-м (позднее переименованном в 18-й) драгунском Северском Короля Христиана IХ Датского полку.
В 1904–1905 годах участвовал в Русско-японской войне. По окончании войны с Японией продолжил службу в Забайкальском казачьем войске. В 1913 году назначен военным комендантом Иркутска.

В ходе Первой Мировой войны воевал на восточном фронте. 10 сентября 1915 года сотня Кабардинского конного полка под командованием Ф. Н. Бекович-Черкасского скрытно сосредоточилась у деревни Кульчицы с целью содействовать наступлению соседнего пехотного полка в направлении высоты 392, фольварка Михал-поле и села Петликовце-Нове на левом берегу реки Стрыпи. Хотя задачей конницы стояла лишь разведка позиций противника, руководивший конной группой командир Кабардинского полка князь Ф. Н. Бекович-Черкасский взял инициативу на себя и, воспользовавшись удобным случаем, нанёс удар по основным позициям 9-го и 10-го полков у села Зарвыница, взяв в плен 17 офицеров, 276 солдат-мадьяр, 3 пулемёта, 4 телефона. При этом он имел лишь 196 всадников и потерял в бою двух офицеров, 16 всадников и 48 лошадей убитыми и ранеными.

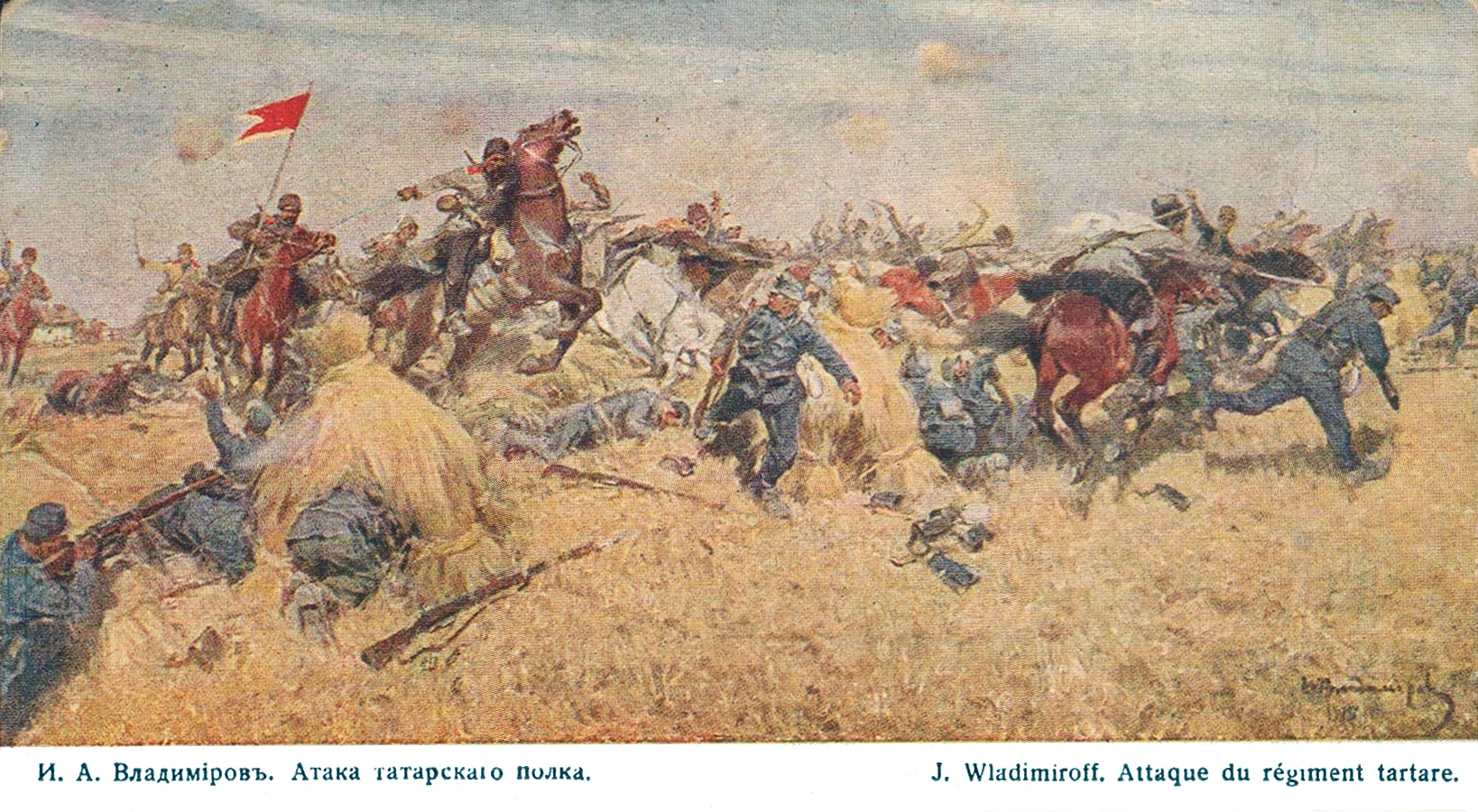
Атака Татарского конного полка. Картина кисти Ивана Владимирова, 1916.

25 февраля 1916 года был назначен командиром Татарского конного полка. Находился под командованием генерал-лейтенанта князя Дмитрия Петровича Багратиона. Принимал участие в Брусиловском прорыве. 31 мая 1916 года полковник Бекович-Черкасский, получив приказ выбить противника из деревни Тышковцы, лично повёл в атаку под ураганным огнём австрийцев три сотни Татарского конного полка. В результате конной атаки деревня была занята. До середины дня австрийцы силами двух батальонов пехоты при поддержке артиллерии несколько раз пытались отбить Тышковцы, но безрезультатно. В течение дня было отбито пять атак противника. Помимо 177 пленных австрийцы потеряли только убитыми 256 человек. За этот бой командир Татарского конного полка полковник князь Бекович-Черкасский был представлен к ордену Святого Георгия Победоносца III степени. Впоследствии сцена боя была написана русским художником Иваном Алексеевичем Владимировым. 
14 мая 1917 года был назначен командиром лейб-гвардии 1-й Кирасирский полка, став предпоследним командиром в истории данного гвардейского формирования. С началом Гражданской войны в России присоединился к Добровольческой армии и поступил под командование Главнокомандующего ВСЮР генерал-лейтенанта Антона Ивановича Деникина. В 1919 году был назначен военным диктатором Кабарды.
В апреле 1917 года вернулся в религию предков — ислам, и с тех пор по документам носил имя Тембот Жанхотович (Темирбулат Джанхуватович).

## Семья

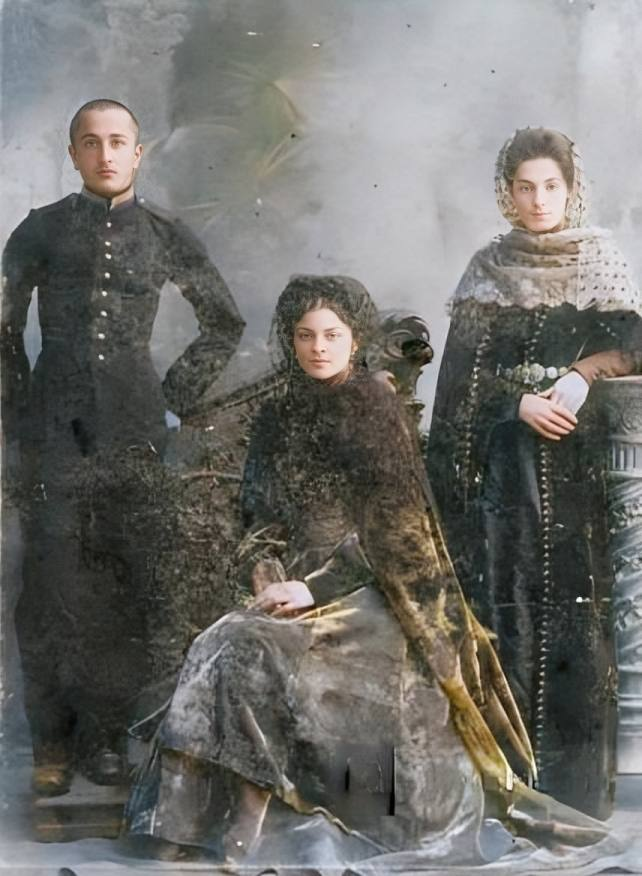
Княжна Наджават Капланова, в замужестве - княгиня Бекович-Черкасская с матерью и братом

Был женат на княгине Наджават Каплановой — дочери князя Завита Капланова, крупного землевладельца Терской области Российской империи, служившего под началом великого князя Михаила Николаевича. Братьями жены были князь Рашид-Хан Капланов (председатель ЦК, и.о. председателя Совета Министров, Министр внутренних дел Горской Республики) и князь Ирбаин-Хан Капланов (полковник Российской императорской армии, деятель Белого движения, адъютант главнокомандующего Вооружёнными силами Юга России А.И. Деникина).
Данный брак не был случайным, исторические связи между семьями имели давние корни. Каплановы — кумыкский владетельный княжеский род, младшая (северная) ветвь шамхальского дома Тарковских (феодальная монархическая династия, основанная в Раннем Средневековье и правившая с VIII по XIX век, с 1555 года упоминаются в качестве суверенных правителей в древнерусских летописных сводах и посольских грамотах царя Ивана IV Грозного, с 1615 года — подданные Русского царства (жалованная грамота царя Михаила Федоровича), с 1849 года — титулованный княжеский род Российской империи). Предки князей Каплановых основатели и правили Тарковским Шамхальством — крупнейшим государством на западном побережье Каспийского моря в период Позднего Средневековья, достигшим своего расцвета через 100 лет после распада Золотой Орды. С середины XVI века они конкурировали за влияние в регионе Северного Кавказа с представителями рода Черкасских. В частности, с Темрюком — князем-валием Кабарды и тестем царя Ивана IV Грозного.
Помимо соперничества дома объединяли и семейные связи. Так, правитель Тарковского Шамхальства Ильдар I Тарковский (двоюродный брат и предшественник на престоле Айдемира I Тарковского — предка князей Каплановых) приходился отчимом князю Григория Черкасскому — стольнику и ближнему боярину царя Алексея Михайловича, воеводе московскому и астраханскому, деду генерал-фельдмаршала Российской империи князя Никиты Юрьевича Трубецкого и прапрапрадеду князя Сергея Петровича Трубецкого — полковника гвардии, участника Отечественной войны 1812 года, лидера Восстания декабристов.

## Последние годы жизни
В 1920 году с началом Крымской эвакуации супруги эвакуировались из Ялты на итальянском корабле «Корвин» в Константинополь. Позже отбыли во Францию. Всю оставшуюся жизнь жили с женой в Париже.
Был почётным председателем объединения Лейб-гвардии Кирасирского Его Императорского Величества полка.
С 1934 года был членом правления Союза георгиевских кавалеров, в 1943 году  избран его почётным председателем.
Избирался председателем Союза офицеров кавказских армий. Был членом Кавказского общества «Аллаверды».
Входил в Комитет по подготовке празднования 125-летия со дня рождения М.Ю. Лермонтова (1939).
В 1939 году, с началом Второй мировой войны, выступал как монархист-легитимист.
В период Великой Отечественной войны с 1941 по 1945 год был руководителем «Русского антифашистского сопротивления в Париже».
Скончался 18 ноября 1953 года в Париже в возрасте 85 лет. Его жена свои последние годы провела в Доме русских инвалидов в Монморанси. Похоронена рядом с мужем на кладбище в Бобиньи на севере Парижа.

## Послужной список
- 1894 — Окончил Елисаветградское кавалерийское училище.
- 1903 — Окончил Офицерскую кавалерийскую школу.
- 1904 — Подъесаул, первый командир Кабардинской сотни в составе Терско-Кубанского полка Кавказской конной бригады.
- 1904−1905 — Во главе сотни участвовал в Русско-Японской войне.
- 1914 — Войсковой старшина, комендант г. Иркутска.
- Служил в Кабардинском конном полку.
- 1916 — Командир Татарского конного полка.
- 29 октября 1916 — Командир 2-й бригады (Татарский и Чеченский конные полки) Кавказской туземной конной дивизии.
- 4 мая — 21 октября 1917 — Командир 1-го гвардейского кирасирского полка.
- Командир 2-й бригады (Чеченский и Ингушский конные полки) 1-й Кавказской туземной кавалерийской дивизии.
- Генерал-майор Российской императорской армии.
- Присоединился к Добровольческой армии.
- Конец 1917 — Формировал горские части на Кавказе.
- 8 декабря 1918 — Командир 2-й бригады Черкесской конной дивизии.
- Февраль 1919 — Правитель Кабарды.
- 17 марта 1919 — Начальник Кабардинской конной дивизии.
- 31 марта (13 апреля) 1919 — Генерал-лейтенант. Князь Фёдор Николаевич (Тембот Жанхотович) Бекович-Черкасский произведён в генерал-майоры приказом Главкома ВСЮР А. И. Деникина № 567 от 31.03.1919. В 1917 году в генерал майоры не производился, хотя и находился на генерал-майорской должности.
- 1920 — Состоял в Русской армии Врангеля до эвакуации Крыма. Эвакуировался из Ялты на корабле «Корвин».
- 1921 — Член Национального комитета освобождения горских народов Северного Кавказа в Константинополе, затем во Франции.

## Награды
- Орден Святого Георгия IV класса (ВП 23.05.1916) — за кавалерийскую атаку дивизиона Кабардинского полка у деревни Доброполе (10 сентября 1915 года);
- Орден Святого Георгия III степени (1916) — за командование кавалерийской атакой трёх сотен Татарского конного полка под шквальным огнём австрийцев в ходе Брусиловского прорыва и выбивание противника из деревни Тышковцы (31 мая 1916 года);
- Золотое Георгиевское оружие с надписью «За храбрость» (1905);
- Орден Святой Анны IV степени с надписью «За храбрость» (1904);
- Орден Святой Анны III степени с мечами и бантом (1904);
- Орден Святой Анны II степени с мечами «Для ношения на шее» (1905);
- Орден Святого Станислава III степени с мечами (1905);
- Орден Святого Станислава II степени с мечами (1905);
- Орден Святого Владимира IV степени с мечами и бантом (1905);
- Орден Святого Владимира III степени с мечами и с бантом (1915);
- Орден «Бухарская золотая звезда» III-й степени;
- Датский орден «Кавалерский крест ордена Данеброга»;
- Бронзовая медаль «В память русско-японской войны 1904–1905 гг.».